# Protium
Cet article concerne l’isotope de l’hydrogène. Pour le genre de plantes, voir Protium (plante).
table
Le protium, noté 1H, est l'isotope de l'hydrogène dont le nombre de masse est égal à 1 : son noyau atomique compte 1 proton et aucun neutron, avec un spin 1/2+ pour une masse atomique de 1,007 825 031 9 g/mol. C'est le plus courant et le plus léger des isotopes de l'hydrogène, par son abondance naturelle de 99,988 5 %.
Ce terme, bien que recommandé par l'IUPAC, n'est en usage ni dans la communauté des chimistes francophones ni dans celle des chimistes anglophones ; le terme « hydrogène » est utilisé à la place pour désigner soit l'élément chimique (qui comprend dans la nature les trois isotopes), soit l'isotope léger 1H.
Le cation hydrogène (hydron) de cet isotope est couramment appelé « proton » et se note 1H+.
L'anion hydrogène de cet isotope, noté 1H−, s'appelle « proture » (en anglais protide), mais ce terme est inusité au profit du terme générique « hydrure » (en anglais hydride).
La section efficace du protium est de 200 mb aux neutrons thermiques et 0,04 mb aux neutrons rapides.